# NGC 1123
NGC 1123 је спирална галаксија у сазвежђу Персеј која се налази на NGC листи објеката дубоког неба.
Деклинација објекта је + 42° 12' 19" а ректасцензија 2h 52m 51,2s. Привидна величина (магнитуда) објекта NGC 1123 износи 12,2 а фотографска магнитуда 13,0. NGC 1123 је још познат и под ознакама NGC 1122, UGC 2353, MCG 7-6-83, CGCG 539-117, IRAS 02496+4200, PGC 10890.